# Мајкл Норман
Мајкл Артур Норман млађи (енгл. Michael Arthur Norman Jr.; рођен 3. децембра 1997.) је амерички спринтер. Он је некадашњи светски рекордер у трци на 400 метара у дворани са 44.52 секунде. На отвореном, његових 43.45 секунди је изједначен четврти резултат на листи свих времена. 2016. постао је светски јуниорски шампион на 200 метара и у штафети 4×100 метара. 2022. постао је светски шампион на 400 метара и у штафети 4x400 метара.
Норман је дипломирао на Универзитету Јужне Калифорније у мају 2019. и тренутно се професионално такмичи за Најки код тренера Квинсија Вотса и Керил Смит Гилберт. Мајкл Норман је један од само 3 атлетичара који су трчали испод 10 секунди на 100 метара, испод 20 секунди на 200 метара и испод 44 секунде на 400 метара. Друга двојица су Вејд ван Никерк и Фред Керли.

## Биографија
Норман је рођен од оца Мајкла, Афроамериканца и мајке Нобуе, Јапанке у Сан Дијегу, у Калифорнији. 

### Средња школа
Као ученик средње школе у Мјуријети (Калифорнија) Норман је 6. јуна 2015. трчао на 400 метара резултат од 45.19 секунди.  Истог дана, Норман је истрчао 200 метара за 20.30 секунди, што је такође био један од најбољих резултата свих времена за америчке средњошколце. Само сат времена касније, Норман се вратио на стазу са својим тимом у штафети 4×400 метара и направио још један незабораван учинак тако што је своју деоницу од 400 метара истрчао за отприлике 44.9 секунди.

### Колеџ
Норман је 10. марта 2018. у дворани истрчао светски дворански рекорд на 400 метара у времену од 44.52 секунде. Касније тог дана, он је заједно са остатком штафете свог колеџа оборио светски дворански рекорд у трци штафета 4×400 метара у времену од 3:00.77. Иако је победничка штафета 4×400 метара била бржа од званичног светског рекорда, ратификовање рекорда је оспоравно због тога што Светска атлетика још није била издала дозволу Рaју Бенџамину да се такмичи за Сједињене Државе. 

### Професионална каријера
Мајкл Норман је дебитовао 30. јуна 2018. на митингу Дијамантске лиге у Паризу, победивши на 200 м у времену личног рекорда од 19.84 секунди, испред свог пријатеља са студија Раја Бенџамина који је завршио други за 19.99 с. 
Дана 20. јула 2020. године, истрчао је 9.86 секунди на 100 метара, што је био његов први спринт на 100 метара испод 10 секунди.

## Статистика
Информације са профила Мајкла Нормана на сајту Светске атлетике.

### Лични рекорди
| Стаза        | Дисциплина | Време (минути:секунде.стотинке) | Место                    | Датум            |
| ------------ | ---------- | ------------------------------- | ------------------------ | ---------------- |
| На отвореном | 100 м      | 9.86 (+1,6 м/с)                 | Форт Ворт, Тексас        | 20. јул 2020     |
| На отвореном | 200 м      | 19.70 (+0,7 м/с)                | Рим, Италија             | 6. јун 2019      |
| На отвореном | 400 м      | 43.45                           | Торенс, Калифорнија      | 20. април 2019   |
| На отвореном | 400 м*     | 43.06                           | Сакраменто, Калифорнија  | 26. мај 2018     |
| На отвореном | 4×100 м    | 38.88                           | Лос Анђелес, Калифорнија | 24. март 2018    |
| На отвореном | 4×200 м    | 1:24.53                         | Аркадија, Калифорнија    | 10. април 2015   |
| На отвореном | 4×400 м    | 2:55.70                         | Токио, Јапан             | 3. август 2021   |
| У дворани    | 200 м      | 20.75                           | Фејетвил, Арканзас       | 11. фебруар 2017 |
| У дворани    | 400 м      | 44.52                           | Колеџ Стејшн, Тексас     | 10. март 2018    |
| У дворани    | 4×400 м    | 3:00.77                         | Колеџ Стејшн, Тексас     | 10. март 2018    |

*Време измерено на истрчаној појединачној деоници од 400 метара у штафети 4x400 метара

### Наступи на највећим међународним такмичењима
| Година | Такмичење                    | Место одржавања  | Пласман | Дисциплина | Време   |
| ------ | ---------------------------- | ---------------- | ------- | ---------- | ------- |
| 2016   | Светско првенство за јуниоре | Бидгошч, Пољска  | 1.      | 200 м      | 20.17   |
| 2016   | Светско првенство за јуниоре | Бидгошч, Пољска  | 1.      | 4×100      | 38.93   |
| 2019   | Светско првенство            | Доха, Катар      | 22.     | 400 м      | 45.94   |
| 2021   | Олимпијске игре              | Токио, Јапан     | 5       | 400 м      | 44.31   |
| 2021   | Олимпијске игре              | Токио, Јапан     | 1.      | 4×400 м    | 2:55.70 |
| 2022   | Светско првенство            | Јуџин, Орегон    | 1.      | 400 м      | 44.29   |
| 2022   | Светско првенство            | Јуџин, Орегон    | 1.      | 4×400 м    | 2:56.17 |
| 2024   | Олимпијске игре              | Париз, Француска | 8.      | 400 м      | 45,62   |